# La Liga 1954–55
Thống kê của La Liga ở mùa giải 1954/1955.
La Liga 1954–55 bao gồm các câu lạc bộ sau:
| - Athletic Bilbao - Atlético Madrid - FC Barcelona - Celta Vigo - Deportivo Alavés - Deportivo La Coruña - RCD Espanyol - Hércules CF |  | - UD Las Palmas - CD Málaga - Racing de Santander - Real Madrid C.F. - Real Sociedad - Real Valladolid - Valencia CF - Sevilla FC |

## Bảng xếp hạng
| Vị trí | Câu lạc bộ          | Số trận | T  | H  | Th | BT | BB | Điểm | HS  |                                 |
| ------ | ------------------- | ------- | -- | -- | -- | -- | -- | ---- | --- | ------------------------------- |
| 1      | Real Madrid C.F.    | 30      | 20 | 6  | 4  | 80 | 31 | 46   | 49  | Vô địch La Liga                 |
| 2      | FC Barcelona        | 30      | 17 | 7  | 6  | 75 | 39 | 41   | 36  |                                 |
| 3      | Athletic Bilbao     | 30      | 15 | 9  | 6  | 78 | 39 | 39   | 39  |                                 |
| 4      | Sevilla FC          | 30      | 15 | 4  | 11 | 74 | 58 | 34   | 16  |                                 |
| 5      | Valencia CF         | 30      | 15 | 3  | 12 | 71 | 60 | 33   | 11  |                                 |
| 6      | Hércules CF         | 30      | 11 | 9  | 10 | 46 | 57 | 31   | -11 |                                 |
| 7      | Deportivo La Coruña | 30      | 12 | 6  | 12 | 52 | 59 | 30   | -7  |                                 |
| 8      | Atlético Madrid     | 30      | 11 | 7  | 12 | 59 | 64 | 29   | -5  |                                 |
| 9      | Real Valladolid     | 30      | 11 | 5  | 14 | 48 | 56 | 27   | -8  |                                 |
| 10     | Deportivo Alavés    | 30      | 11 | 5  | 14 | 51 | 62 | 27   | -11 |                                 |
| 11     | Celta Vigo          | 30      | 10 | 7  | 13 | 55 | 60 | 27   | -5  |                                 |
| 12     | UD Las Palmas       | 30      | 10 | 7  | 13 | 45 | 69 | 27   | -24 |                                 |
| 13     | RCD Espanyol        | 30      | 8  | 10 | 12 | 42 | 46 | 26   | -4  |                                 |
| 14     | Real Sociedad       | 30      | 9  | 6  | 15 | 48 | 53 | 24   | -5  |                                 |
| 15     | Racing de Santander | 30      | 9  | 2  | 19 | 39 | 81 | 20   | -42 | Xuống hạng tới Segunda División |
| 16     | CD Málaga           | 30      | 6  | 7  | 17 | 36 | 65 | 19   | -29 | Xuống hạng tới Segunda División |